# ستاين فويتينس
ستاين فويتينس (بالهولندية: Stijn Wuytens) (مواليد 8 أكتوبر 1989) هو لاعب كرة قدم بلجيكي يجيد اللعب في خط الوسط ويلعب أيضًا كلاعب خط وسط دفاعي ومدافع ، ويلعب حاليًا لنادي آي زد ألكمار الهولندي.

## بطولات اللاعب

### آيندهوفن
- كأس السوبر الهولندي: 2008
- كأس هولندا: 2011–2012

### فيليم 2
- الدوري الهولندي الدرجة الأولى: 2013–2014

## روابط خارجية
- ستاين فويتينس على موقع الاتحاد البلجيكي (الإنجليزية)
- ستاين فويتينس على موقع قاعدة بيانات كرة القدم.إي يو (الإنجليزية)
- ستاين فويتينس على موقع Soccerway.com (الإنجليزية)
- ستاين فويتينس على موقع عالم كرة القدم.نت (الإنجليزية)
- ستاين فويتينس على موقع AS.com (الإسبانية)